# 中国中免
中国旅游集团中免股份有限公司（上交所：601888；港交所：1880，英文：China Tourism Group Duty Free Corporation Limited，简称中国中免或中旅免税），前称中国国旅股份有限公司，是中国上海证券交易所的一家上市公司，公司主要从事旅行社业务和免税业务。
公司由中国国旅集团有限公司和华侨城集团公司于2008年3月28日联合发起设立，2009年10月15日在上海证券交易所挂牌上市。公司总部位于北京市东城区，现任董事长为王轩。
2016年，公司实现营业收入223.9亿元人民币，净利润18.08亿元人民币。
2020年6月，中国国旅股份有限公司正式更名为中国旅游集团中免股份有限公司。